# 紐約交通博物館
紐約交通博物館（英語：New York Transit Museum）是美國紐約市布魯克林區一座展示紐約地鐵、巴士、鐵路、橋隧的交通博物館，在大中央車站設有分館。

## 历史
紐約交通博物館開業於1976年7月4日，是美國獨立200週年紀念活動的一部分。設立之初，該博物館只是一個期間限定公開的博物館，因大獲好評而改為永久性博物館。博物館還設有書庫，收藏有關紐約交通的資料。

## 外部連結
- MTA.info — Transit Museum （页面存档备份，存于）
- Transit Museum's Online Store （页面存档备份，存于）
- nycsubway.org （页面存档备份，存于）
  - IND Fulton: Court Street (Future Transit Museum) （页面存档备份，存于）
  - New York Transit Museum （页面存档备份，存于）
- Subway.com.ru （页面存档备份，存于）
  - Op-Rail （页面存档备份，存于）
- Abandoned Stations: Court Street, and Hoyt–Schermerhorn Sts platforms （页面存档备份，存于）
- MTA's New York Transit Museum Facebook Web Page
- Images from the MTA's New York Transit Museum Archive on Historypin
- entrance from Google Maps Street View